# Paritní bit
Paritní bit je redundantní bit přidaný k datovému slovu a obsahuje paritní informaci o počtu jedničkových bitů ve slově. Paritní bit je určen k jednoduché detekci chyby ve slově. Pomocí paritního bitu lze detekovat lichý počet chyb (chybných bitů) ve slově. Lichá parita znamená lichý počet jedničkových bitů ve slově (i s paritním bitem), sudá parita sudý počet jedničkových bitů ve slově. Sudá parita je speciální případ 1bitového CRC s polynommem {\displaystyle x+1}.

## Výpočet paritního bitu
Hodnotu paritního bitu lze jednoduše vypočítat jako XOR mezi všemi datovými bity slova.

### Příklad použití paritního bitu
| 7bitová data | 8 bitů včetně parity | 8 bitů včetně parity |
| 7bitová data | sudá parita          | lichá parita         |
| 0000000      | 00000000             | 00000001             |
| 1010001      | 10100011             | 10100010             |
| 1101001      | 11010010             | 11010011             |
| 1111111      | 11111111             | 11111110             |

### Sériová linka a paritní bit
Při přenosu dat prostřednictvím sériové linky je možné nastavit jeden z následujících druhů parity:
- žádná parita (none) – paritní bit není posílán
- lichá parita (odd) – lichý počet jedniček
- sudá parita (even) – sudý počet jedniček
- 1 (mark) – paritní bit má vždy hodnotu 1
- 0 (space) – paritní bit má vždy hodnotu 0

Parita mark a space není příliš užitečná při detekci chyb, ale lze ji použít v případě, kdy je nutná 9bitová komunikace prostřednictvím obvodu, který umožňuje maximálně 8bitovou komunikaci.